# Морозкин, Николай Иванович
Николай Иванович Морозкин (1893—1966) — советский учёный и педагог в области инфектологии и эпидемиологии, доктор медицинских наук (1940), профессор (1941), член-корреспондент АМН СССР (1957).

## Биография
Родился 2 февраля 1893 года в Москве.
С 1911 по 1916 год обучался на медицинском факультете Московского государственного университета.
С 1916 по 1923 год находился в составе Русской императорской и Красной армий, в качестве военного врача-эпидемиолога был участником Первой мировой и Гражданской войн.
С 1923 по 1938 год на педагогической работе в Смоленском медицинском институте в должности преподавателя кафедры инфекционных болезней. С 1938 по 1939 год на научно-исследовательской работе в Центральном институте эпидемиологии и микробиологии в должности заведующего отделом паразитарных тифов.
С 1940 по 1952 год на педагогической работе в Горьковском медицинском институте имени С. М. Кирова в должности заведующего кафедрой инфекционных болезней.
С 1952 по 1966 год на научной работе в Киевский НИИ эпидемиологии, микробиологии и паразитологии в должностях заведующий клиникой гриппа и заместитель директора этого института по научной работе.

### Научно-педагогическая деятельность
Основная научно-педагогическая деятельность Н. И. Морозкина была связана с вопросами в области инфектологии и эпидемиологии, в области диагностики, лечения и профилактики лечения брюшного тифа, безжелтушных форм вирусного гепатита, паратифов и дизентерии, распознавания на ранней стадии гриппа и особенностей течения его заболевания. Н. И. Морозкин принимал активное участие в ликвидации эпидемических вспышек туляремии, бруцеллеза и сыпного тифа Среднеазиатских странах Советского Союза и Белорусской ССР.
В 1940 году он защитил диссертацию на учёную степень доктор медицинских наук по теме: «клиника сыпного тифа», в 1941 году ему было присвоено учёное звание профессор. В 1957 году был избран член-корреспондентом АМН СССР. Под руководством Н. И. Морозкина было написано около ста пятидесяти научных трудов, в том числе трёх монографий.
Скончался 8 января 1966 года в Киеве.